# 瀬原義生
瀬原 義生（せはら よしお、1927年12月1日 - 2016年9月25日）は、日本の歴史学者。文学博士（京都大学・論文博士・1991年）（学位論文「ドイツ中世農民史の研究」）。立命館大学名誉教授。専門は中世から近世初期にかけてドイツ史。

## 来歴
鳥取県米子市生まれ。1951年京都大学文学部史学科西洋史専攻卒業。1956年京都大学大学院（旧制）修了。
立命館大学助教授、教授、1994年定年退任、名誉教授、京都橘女子大学教授、1991年「ドイツ中世農民史の研究」で京都大学より文学博士の学位を取得。

## 著書
- 『現代史入門』法律文化社（入門シリーズ）1960
- 『ドイツ中世農民史の研究』未来社 1988
- 『ヨーロッパ中世都市の起源』未来社 1993
- 『ドイツ中世都市の歴史的展開』未来社 1998
- 『スイス独立史研究』ミネルヴァ書房（Minerva西洋史ライブラリー）2009
- 『ドイツ中世後期の歴史像』文理閣 2011
- 『ドイツ中世前期の歴史像』文理閣 2012
- 『皇帝カール五世とその時代』文理閣 2013
- 『精説スイス史』文理閣 2015
- 『中・近世ドイツ鉱山業と新大陸銀』文理閣 2015
- 『大黒死病とヨーロッパ社会　中・近世社会史論雑編』文理閣 2016

## 翻訳
- F.レーリヒ『中世の世界経済 一つの世界経済時代の繁栄と終末』未来社（社会科学ゼミナール）1969
- M.ベンジンク,S.ホイヤー『ドイツ農民戦争 1524-1526年』未来社 1969
- シュモラー『ドイツ中世都市の成立とツンフト闘争』未来社（社会科学ゼミナール）1975
- E.ヴェルナー『中世の国家と教会 カノッサからウォルムスへ 1077～1122』未来社 1991
- M.モラ,Ph.ヴォルフ『ヨーロッパ中世末期の民衆運動 青い爪、ジャック、そしてチオンピ』ミネルヴァ書房 1996
- R.H.ヒルトン『中世封建都市 英仏比較論』刀水書房（人間科学叢書）2000
- C.ヴェロニカ・ウェッジウッド『ドイツ三十年戦争』刀水書房 2003
- カール・ヨルダン『ザクセン大公ハインリヒ獅子公 中世北ドイツの覇者』ミネルヴァ書房 2004
- C.ヴェロニカ・ウェッジウッド『オラニエ公ウィレム オランダ独立の父』文理閣 2008
- アンドリュー・ウィートクロフツ『ハプスブルク家の皇帝たち 帝国の体現者』文理閣 2009
- デレック・マッケイ『プリンツ・オイゲン・フォン・サヴォア 興隆期ハプスブルク帝国を支えた男』文理閣 2010
- C.ヴェロニカ・ウェッジウッド『イギリス・ピューリタン革命―王の戦争』文理閣 2015
- オイゲン・エーヴィヒ『カロリング帝国とキリスト教会』文理閣 2017

## 論文
- Cinii